# Вест-Йорк (Іллінойс)
Вест-Йорк (англ. West York) — переписна місцевість (CDP) в США, в окрузі Кроуфорд штату Іллінойс. Населення — 74 особи (2020).

## Географія
Вест-Йорк розташований за координатами 39°10′8″ пн. ш. 87°40′23″ зх. д. / 39.16889° пн. ш. 87.67306° зх. д. (39.168841, -87.673040).  За даними Бюро перепису населення США в 2010 році переписна місцевість мала площу 0,34 км², уся площа — суходіл.

## Демографія
Згідно з переписом 2010 року, у переписній місцевості мешкало 129 осіб у 51 домогосподарстві у складі 35 родин. Густота населення становила 375 осіб/км².  Було 61 помешкання (177/км²).
Расовий склад населення:
| - 98,4 % — білих |

До двох чи більше рас належало 1,6 %. Частка іспаномовних становила 0,0 % від усіх жителів.
За віковим діапазоном населення розподілялося таким чином: 24,8 % — особи молодші 18 років, 66,7 % — особи у віці 18—64 років, 8,5 % — особи у віці 65 років та старші. Медіана віку мешканця становила 37,5 року. На 100 осіб жіночої статі у переписній місцевості припадало 84,3 чоловіків;  на 100 жінок у віці від 18 років та старших — 102,1 чоловіків також старших 18 років.
Цивільне працевлаштоване населення становило 67 осіб. Основні галузі зайнятості: виробництво — 46,3 %, будівництво — 44,8 %, роздрібна торгівля — 9,0 %.